# Saw III
Saw III (conocida como El juego del miedo III en Hispanoamérica) es una película de terror estadounidense de 2006, dirigida por Darren Lynn Bousman, y escrita por Leigh Whannell. Es la tercera parte de la franquicia Saw.

## Argumento
Tras ser encarcelado en el cuarto de baño, el detective Eric Matthews se rompe un pie con la tapa del retrete para escapar. Seis meses después, la escena de un juego de Jigsaw es descubierta por el equipo SWAT del agente Rigg. La víctima, Troy, tuvo que arrancarse cadenas del cuerpo para escapar de una bomba. La detective Kerry señala que la salida de la habitación estaba soldada, lo que rompe el modus operandi de Jigsaw de dar a sus víctimas la oportunidad de sobrevivir. Kerry es secuestrada y despierta en un arnés enganchado a sus costillas. Recupera la llave de un vaso de ácido siguiendo las instrucciones, pero abrir la cerradura no impide que la trampa la mate.
La doctora Lynn Denlon es secuestrada en el hospital donde trabaja y llevada ante John Kramer, ahora postrado en cama. Su aprendiz, Amanda, coloca en el cuello de Lynn un collar armado con cinco cartuchos de escopeta que está conectado al monitor de ritmo cardíaco de John y que detonará si ella se mueve fuera de su alcance o John muere. Amanda ordena a Lynn que lo mantenga con vida hasta que otro sujeto de pruebas haya completado su juego; la víctima, Jeff, un padre desconsolado consumido por la venganza tras la muerte de su hijo Dylan en un accidente ocasionado por un conductor ebrio años antes, debe someterse a una serie de pruebas en una planta cárnica abandonada para enfrentarse a los implicados en el caso.
La primera prueba de Jeff le lleva a un congelador de carne donde encuentra a Danica, la única testigo del accidente (que se negó a declarar ante el tribunal) completamente desnuda y encadenada a un armazón metálico dentro del congelador de la planta, con boquillas dentro del armazón que la rocían con agua para acelerar su hipotermia. Jeff recupera la llave después de que Danica le convenza para que la ayude, pero ella muere congelada antes de que él pueda hacerlo. En su siguiente prueba, el juez Halden, que dictó una sentencia indulgente contra el conductor que causó la muerte de Dylan, es encadenado por el cuello al fondo de una cuba. Se dejan caer cadáveres de cerdos podridos en una trituradora que llenan lentamente la cuba hasta que Jeff lo salva quemando las pertenencias de Dylan en un incinerador para recuperar una llave. Su tercera prueba involucra a Timothy, el conductor que mató a Dylan, que es atado a una máquina que lentamente retorcerá y romperá sus extremidades y luego su cabeza. La llave está atada al gatillo de una escopeta cerrada que se dispara después de que Jeff la recupere, matando a Halden. Jeff no consigue salvar a Timothy a tiempo; la máquina le rompe el cuello a pesar de perdonarle.
Lynn se ve obligada a realizar una operación improvisada para aliviar la presión en el cerebro de John. La operación tiene éxito y Lynn convence a John para que ordene a Amanda que le quite el collarín. Sin embargo, Amanda se niega y amenaza de muerte a Lynn, que se ha puesto celosa de sus interacciones con John. John suplica a Amanda, quien admite que ya no cree en su filosofía y que había alterado las trampas de Troy y Kerry. Al negarse a escuchar las advertencias de John, Amanda dispara a Lynn justo cuando llega Jeff. Jeff, que se revela como el marido de Lynn, toma represalias disparando a Amanda con un arma proporcionada por John después de sus pruebas. Mientras Amanda muere, John revela que la prueba de Lynn era en realidad suya: John era consciente de sus motivos y no estaba dispuesto a permitir que una asesina continuara con su legado. Entonces se dirige a Jeff, ofreciéndole llamar a una ambulancia para Lynn si ha aprendido todo de su terrible experiencia, y aceptar una última prueba: o matar a John o perdonarle. En respuesta, Jeff degüella a John con una sierra eléctrica, activando el collar de Lynn mientras la habitación queda sellada. Antes de morir, John saca una grabadora para informar a Jeff de que su hija, Corbett, también ha sido capturada y debe enfrentarse a otra prueba.

## Reparto
- Tobin Bell - John Kramer/Jigsaw
- Shawnee Smith - Amanda Young
- Angus Macfadyen - Jeff Reinhart
- Bahar Soomekh - Lynn Denlon
- Leigh Whannell - Adam Stanheight
- Dina Meyer - Detective Allison Kerry
- Betsy Russell - Jill Tuck
- Edward Burns - Detective Jack
- Costas Mandylor - Mark Hoffman
- Mpho Koaho - Timothy Young
- Barry Flatman - Robert Halden
- Debra Lynne McCabe - Danica Scott
- J. Larose - Troy Langdon
- Lyriq Bent - Sargento Daniel Rigg
- Stefan Georgiou - Dylan Reinhart
- Donnie Wahlberg - Eric Matthews
- Niamh Wilson - Corbett Reinhart
- Franky G - Xavier Chaves